# NGC 5673
NGC 5673 is een balkspiraalstelsel in het sterrenbeeld Ossenhoeder. Het hemelobject werd op 15 mei 1787 ontdekt door de Duits-Britse astronoom William Herschel.

## Synoniemen
- UGC 9347
- MCG 8-26-41
- ZWG 247.39
- ZWG 248.1
- PGC 51901